# Anetta Kubalová
Anetta Kubalová, rozená Petrovičová, (* 14. června 1979 Bardejov) je redaktorka a moderátorka, od 11. května 2014 uvádí v České televizi pořad Objektiv.

## Život
Vystudovala masmediální komunikaci na Univerzitě sv. Cyrila a Metoda v Trnavě.
V letech 2001 až 2003 pracovala jako reportérka v domácí i zahraniční redakci slovenské zpravodajské televize TA3. Zároveň v ní moderovala zpravodajské bloky a hlavní diskuzní relaci Téma dňa. Od ledna 2004 do dubna 2008 působila jako zahraniční zpravodajka v České televizi. Za tu dobu vytvořila více než tisíc reportáží a živých vstupů pro hlavní zpravodajské relace ČT a ČT24 ze Slovenska, Maďarska, Rakouska a Itálie.
Mezi roky 2008 a 2014 byla na mateřské dovolené. Během ní se stala pravidelnou přispěvatelkou pro slovenský deník SME. Jejím manželem je zahraniční zpravodaj ČT (a od roku 2013 též vedoucí zahraniční redakce) Michal Kubal. Mají spolu čtyři děti – Zoju, Kryštofa, Šimona a Tadeáše.
V 11. května 2014 se stala moderátorkou pořadu Objektiv. Fakt, že pořad moderuje v rodné slovenštině, vzbudil jistou kontroverzi. Podle Kubalové natáčela zkušební díly jak v češtině, tak ve slovenštině, a druhý jmenovaný jazyk byl nakonec zvolen na přání nadřízených.